# Wiedomys
Wiedomys is een geslacht van zoogdieren uit de familie van de Cricetidae. De wetenschappelijke naam van het geslacht werd in 1959 gepubliceerd door Hershkovitz.

## Soorten
Er worden 2 soorten in dit geslacht geplaatst:
- Wiedomys cerradensis P. R. Gonçalves, F. C. Almeida, & Bonvicino, 2005
- Wiedomys pyrrhorhinos (zu Wied-Neuwied, 1821)